# بولينا ألفاريز
بولينا ألفاريز هي مغنية كوبية، ولدت في 29 يونيو 1912 في سينفويغوس في كوبا، وتوفيت في 22 يوليو 1965 في هافانا في كوبا.